# Mehadia

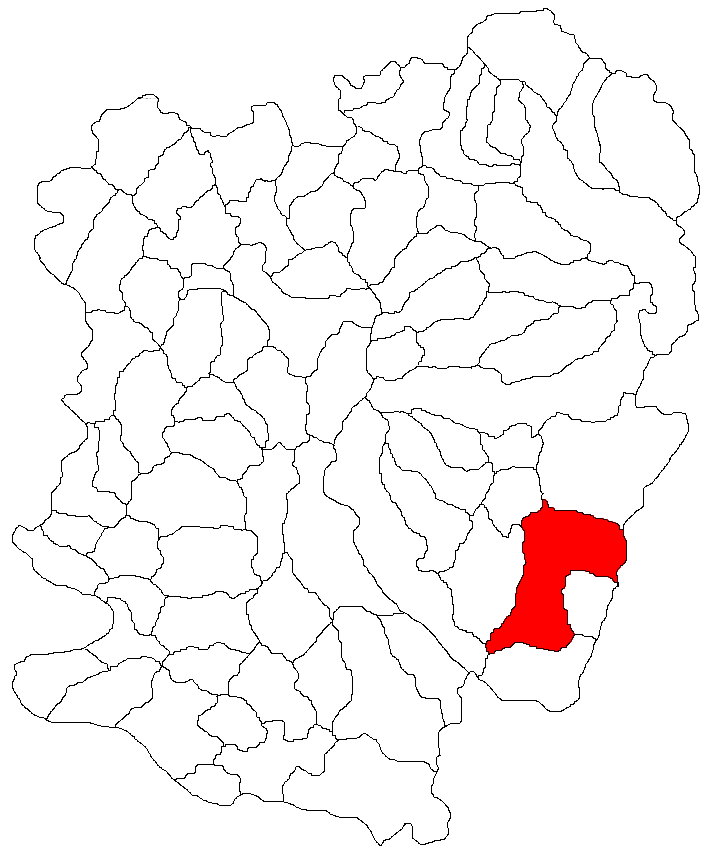
Mehadia, Caraș-Severin

Mehadia est une commune du județ de Caraș-Severin en Roumanie. Elle comptait 4 474 habitants en 2002.

## Histoire
La ville tient son nom de la colonie romaine de Ad Mediam. Le duc François III de Lorraine combattit les Ottomans à la bataille de Méhadia le 13 juillet 1738.

## Démographie
Lors du recensement de 2011, 93,14 % de la population se déclarent roumains (0,5 % déclarent une autre appartenance ethnique et 6,34 % ne déclarent pas d'appartenance ethnique).

## Politique
| Parti | Parti                                                 | Sièges |
| ----- | ----------------------------------------------------- | ------ |
|       | Parti national libéral (PNL)                          | 5      |
|       | Parti social-démocrate (PSD)                          | 3      |
|       | Union nationale pour le progrès de la Roumanie (UNPR) | 3      |
|       | Noua Dreaptă (ND)                                     | 1      |
|       | Parti social roumain (PSRo)                           | 1      |